# 제21사단 (베트남 공화국)
제21보병사단(Sư đoàn 21 Bộ binh)은 베트남 공화국군 제4군단 소속의 사단으로, 베트남 공화국의 남부인 메콩강 삼각주 지역을 방어하는 역할을 맡았다. 특히 21사단은 메콩강 삼각주 지역에서도 최남단의 수풀과 정글이 우거진 지역에 주둔했다. 